# Maddie Ziegler
Madison Nicole Ziegler (IPA: ˈzɪɡlər; Pittsburgh, 2002. szeptember 30. –) amerikai színésznő, táncosnő. Eleinte a Lifetime csatorna Dance Moms című műsorából volt ismert, 2014-től pedig Sia klipjeiben kezdett szerepelni. Több filmben, televíziós műsorban és reklámban is szerepelt.
A So You Think You Can Dance 2016-os évadának egyik zsűritagja volt. 2017-es The Maddie Diaries című önéletrajza az első helyet szerezte meg a The New York Times bestseller-listáján.

## Gyermekkora és családja
Pittsburghben született Melissa Ziegler-Gisoni és Kurt Ziegler gyermekeként. Lengyel, német és olasz felmenőkkel rendelkezik. Szülei 2011-ben elváltak, anyja 2013-ban házasodott össze Greg Gisonival. Két éves korában kezdett balettezni tanulni, négy éves korában pedig csatlakozott az Abby Lee Dance Company-hez. Van egy húga, 
Mackenzie.
A pennsylvaniai Murrysville-ben nőtt fel, de tinédzser korában Los Angelesbe költözött. A Sloan Elementary School tanulója volt 2013-ig.

## Pályafutása
Az Abby Lee Dance Company tagjaként több díjat is nyert. 2010-ben szerepelt a Live to Dance című műsorban. 2011-ben a nyolc éves Ziegler és anyja szerepeltek a Dance Moms első évadában. Ő számított a műsor sztárjának. Egészen 2016-ig szerepelt a show-ban.

## Magánélete
2017-től 2018-ig Jack Kellyvel, Pat Kelly baseballjátékos fiával élt párkapcsolatban. 2019–2023 között Eddie Benjamin énekes párja volt.

## Filmográfia

### Film
| Év   | Magyar cím                                | Eredeti cím                                              | Szerep              | Magyar hang   |
| ---- | ----------------------------------------- | -------------------------------------------------------- | ------------------- | ------------- |
| 2015 |                                           | Lucky Thirteen (rövidfilm)                               | önmaga              |               |
| 2016 | Balerina                                  | Ballerina                                                | Camille (hangja)    | Kardos Eszter |
| 2017 | Henry könyve                              | The Book of Henry                                        | Christina Sickleman | Pekár Adrienn |
| 2020 | A fiúknak – Utóirat: Még mindig szeretlek | To All the Boys: P.S. I Still Love You                   | pompomlány (cameo)  |               |
| 2021 |                                           | Music                                                    | Music Gamble        |               |
| 2021 | Utóhatás                                  | The Fallout                                              | Mia Reed            |               |
| 2021 | West Side Story                           | West Side Story                                          | Velma               | Dér Marus     |
| 2023 | Intim pokol                               | Fitting In                                               | Lindy               | Laudon Andrea |
| 2024 |                                           | My Old Ass                                               | Ruthie              |               |
| 2024 |                                           | Kodar: The Primordial God of Light and Ether (rövidfilm) | Claire              |               |